# Грейзенізація
Грейзенізація, Ґрейзенізація — процес високотемпературної метасоматичної зміни гранітних порід при підвищенні активності летких компонентів (флуору, хлору, бору та інш.). Для грейзенізації характерне окварцювання гірських порід.
При грейзенізації постерігається заміна польових шпатів мусковітом з утворенням ґрейзенів.
Грейзен виникає внаслідок того, що гранітне, ріолітове або інше кисле кристалічне гірське тіло (слюдяний сланець, гнейс) трансформується у своїх найвищих частинах високотемпературним магматично-гідротермальним, пневматолітичним метасоматом. Багаті газом рідини, що містять фтор, вольфрам, олово та літій, проникають у канали та щілини та перетворюють присутні там польові шпати на кварц, різні типи слюди та каситерит.